# Бернацкий, Бронислав Петрович
Бронисла́в Петро́вич Берна́цкий (30 сентября 1944, с. Мурафа, Винницкая область, Украинская ССР, СССР — 12 ноября 2024, Винница) — католический епископ-эмерит Одессы-Симферополя с центром (кафедрой) в Одессе.

## Биография
Учился в Рижской католической семинарии. Рукоположён во священника 28 мая 1972 года в Риге. После рукоположения служил приходским священником в городе Бар и соседних приходах. C 1995 года — настоятель в родном селе и генеральный викарий епархии Каменца-Подольского.
4 мая 2002 года Святой Престол объявил о создании епархии Одессы-Симферополя, в состав которой вошли Крым, Одесская, Николаевская, Кировоградская и Херсонская области Украины. Бронислав Бернацкий был назначен епископом новообразованного диоцеза. 4 июля 2002 года в Каменце-Подольском возведён в епископский сан. Возведение на кафедру состоялось 13 июля 2002 года. Своим епископским девизом епископ Бернацкий избрал слова «Через Марию к Иисусу».
Кафедра епископа Бернацкого располагается в Одессе.
Епископ Бернацкий входит в состав Конференции католических епископов Украины. При епископской конференции возглавляет Комиссию по делам мирян. Инициатор создания и руководитель межконфессионального Духовного совета христианских конфессий г. Одессы и Одесской области.
С 1 декабря 2018 года Глава Конференции католических епископов Украины.
18 февраля 2020 года подал в отставку в связи с преклонным возрастом, его преемником стал епископ Станислав Широкорадюк.
Бернацкий умер в больнице в Виннице 12 ноября 2024 года в возрасте 80 лет.

## Награды
- Командор ордена Заслуг перед Республикой Польша (Польша, 2016 год)[3].